# Anime bruciate
Anime bruciate (Un missionnaire) è un film del 1955 diretto da Maurice Cloche.